# Ławeczka Stanisława Staszica w Pile
Ławeczka Stanisława Staszica w Pile – pomnik w formie ławeczki usytuowany na placu Konstytucji 3 Maja w Pile.

## Historia
Ławeczka początkowo miała stanąć na pilskim deptaku z okazji obchodów 500-lecia Piły. Konkurs na projekt ławeczki został ogłoszony dwukrotnie, jednak nie przyniósł rozstrzygnięcia i w 2013 projekt został zawieszony. Dopiero zgłoszony przez mieszkańców miasta w ramach budżetu obywatelskiego w roku 2017, został przyjęty do realizacji. Zwycięski projekt był jednym z czterech nadesłanych na konkurs. Autorem ławeczki jest absolwent Akademii Sztuk Pięknych, obecnie Uniwersytetu Artystycznego w Poznaniu, na Wydziale Malarstwa, Grafiki i Rzeźby dr Norbert Sarnecki.

## Odsłonięcie
Odsłonięcie ławeczki odbyło się w poniedziałek 9 października 2017 na placu Konstytucji 3 Maja w Pile. W uroczystości odsłonięcia uczestniczyli inicjatorzy powstania ławeczki, parlamentarzyści, samorządowcy z przewodniczącym Rafałem Zdzierelą i prezydentem Piły Piotrem Głowskim, oraz młodzież szkół podstawowych i seniorzy.

## Opis
Odlew pomnika wykonano w całości z brązu. Na ławeczce umieszczono siedzącą postać Stanisława Staszica i napis na oparciu, w górnej części: "1755 Stanisław Staszic 1826" oraz w dolnej części oparcia: "Być Narodowi Użytecznym". Stanisław Staszic przedstawiony jest jako zamyślony mężczyzna, który przegląda pierwsze wydanie swojego dzieła: "Przestrogi dla Polski" i unosi zamyślony wzrok znad lektury w stronę osoby, który przysiada obok niego, co ma "przybliżyć postać utrwaloną w brązie jako człowieka, który żył w odległej czasowo epoce, ale był takim samym człowiekiem jak współcześni". Stanisław Staszic nie przez przypadek ubrany jest w strój francuski, model z roku 1812, co ma nawiązywać do faktu, że kształcił się w Paryżu. Natomiast sama konstrukcja ławki nawiązuje do ikonografii Ogrodów Łazienkowskich ujętych na akwarelach Zygmunta Vogla z 1795 oraz pałacu w Nieborowie.